# Pepe Ratti
Pepe Ratti ( 1897, Rosario, provincia de Santa Fe, Argentina – 1957,  Buenos Aires, Argentina, fue un actor de larga trayectoria en el teatro de su país.

## Carrera profesional
Poco después de su nacimiento su familia integrada por los padres inmigrantes y otros cuatro hijos además de Pepe, se mudó a Buenos Aires. Cuando su hermano César (8 años mayor que Pepe) tenía 12 años, abandonó sus estudios para dedicarse al teatro, donde debutó en 1905 en un papel de reparto en la compañía de Jerónimo Podestá para ir ganando prestigio y escalando posiciones en los años posteriores.
Pepe debió dejar la casa paterna cuando su padre no aceptó su deseo de dedicarse también al teatro y se radicó en Mendoza, donde debutó como actor en 1918. En los años siguientes debutó en Buenos Aires junto a Roberto Casaux como primer actor en la obra de Pepito Petray, El loco de la torre y, más adelante, integró con Pablo Podestá la compañía del Teatro Nuevo. En forma paralela formó parte de la compañía de Arturo Podestá, con la que realizó giras por el interior del país y presentó exitosamente Hacia la cumbre de Belisario Roldán. Posteriormente también trabajó en la compañía de Carlos Morganti.

## Filmografía
Actor
- La virgencita de madera   (1937)